# 水野俊平
水野 俊平（みずの しゅんぺい、1968年（昭和43年）1月5日 - ）は、日本の言語学者。北海商科大学教授。文学博士。研究テーマは朝鮮語教育（論文講読）、北東アジアにおける国家・民族間相互感情の分析と異文化コミュニケーションの展開可能性。野平 俊水（のひら しゅんすい）というペンネームで執筆することもある。野平名義の自著において「韓国で一番有名な日本人」と呼ばれたとする。

## 経歴
北海道室蘭市出身。登別南高等学校を経て、1990年（平成2年）に天理大学外国語学部朝鮮学科卒業。韓国の国立全南大学校国語学部国語学科大学院に留学し、1993年（平成5年）に修士学位をとり、1995年（平成7年）に博士課程を修了、同大学の日本語学科非常勤講師として働き始めた。2001年（平成13年）に博士の学位を取った。
1998年（平成10年）から、韓国にいる日本人識者として、しばしば韓国のテレビ番組に出演し、CMにも出演した。全羅道方言で韓国と日本のことをジョーク交じりで話すことが茶の間に受け「もっとも有名な在韓日本人」といわれた。その模様は、2005年（平成17年）2月6日に放送された日本のドキュメンタリー番組『夢の扉 〜NEXT DOOR〜』（第18回）でも紹介されたことがある。妻は韓国人で3人の息子がいる。
2005年（平成17年）に韓国でネットへの投稿がきっかけでバッシングを受けた。「野平俊水」名義で日本で出版した本『日本人はビックリ！韓国人の日本偽史』の中に日本の右翼的な歴史認識に立った記述があると報じられた。そのため「親韓を装う裏で日本の右翼と手を組んでいる」と韓国のネチズンに批判され、韓国のテレビ番組でも「“極右ミズノ”の正体を暴く！」と採り上げられた。同年2月に全南大学校を退官し、2006年（平成18年）に日本に帰国、北海商科大学で教授に就任し、朝鮮語を教えている。

## エピソード
登別南高校の文芸部にいた時に、同級生から「これからはアジアの時代だ。アジアに羽ばたくのは水野、おまえしかいない」と言われた事がきっかけで、韓国にのめり込んだ。
大学2年の時に先生に頼まれて、韓国から日本に来た慶煕大学女子ホッケー部の通訳を任された。韓国に留学すると、偶然、近くに天理大学に来ていた女子ホッケー選手の実家があり、1995年（平成7年）に結婚した。妻は完全に体育会系である。
テレビ番組収録のため、週2回はソウルと光州を往復する生活が4、5年続いた。韓国生まれの長男は日本語が話せないので、ソウルの日本人学校に入れようとしたが、学校近くに住むために妻が子供を連れソウルに行った。ソウルで家を借りるために5千万ウォンの借金をし、テレビの出演料は全部消えた。指導教授からは早く日本に帰って朝鮮語を教えるよう言われもした。
バッシングを受けて、テレビ出演が全くなくなった。大学講師だけでは、ソウルで子供3人抱えて生活できるだけ稼げず、精神的に苦しかった。テレビに出たことが、勉強に良くなかった。学者は論文を書くのが本分だから、「またテレビに出て」と誘われても「他の人にして下さい」と言っている。

## 著書

### 単著
- 『韓国の若者を知りたい』岩波書店〈岩波ジュニア新書433〉、2003年5月。ISBN 4-00-500433-4。
- 『ソウルで学ぼう』岩波書店〈岩波ジュニア新書528〉、2006年2月。ISBN 4-00-500528-4。
- 『韓vs日「偽史ワールド」』小学館、2007年3月。ISBN 978-4-09-387703-9。
- 『韓国の歴史』李景珉 監修、河出書房新社、2007年9月。ISBN 978-4-309-22471-8。
  - 『韓国の歴史』李景珉 監修（増補改訂版）、河出書房新社、2017年1月。ISBN 978-4-309-22693-4。
- 『朝鮮王朝を生きた人々 その隠されたエピソード』河出書房新社、2012年9月。ISBN 978-4-309-22581-4。
- 『庶民たちの朝鮮王朝』角川学芸出版(出版) 角川グループホールディングス(発売)〈角川選書 527〉、2013年6月。ISBN 978-4-04-703527-0。
- 『笑日韓論』フォレスト出版〈フォレスト2545新書 103〉、2014年7月6日。ISBN 978-4-89451-952-7。

以下は野平名義
- 『韓国・反日小説の書き方』亜紀書房、1996年6月。ISBN 4-7505-9608-6。
- 『日本人はビックリ！韓国人の日本偽史』小学館〈小学館文庫〉、2002年5月。ISBN 4-09-402716-5。
- 『なぜだか韓国でいちばん有名な日本人 私がTVで人気者になった深～い理由』亜紀書房、2003年7月。ISBN 4-7505-0303-7。

### 共著
- 水野、金貞愛・河京希・小谷昌彦『しっかり初級韓国語』白水社、2008年4月。ISBN 978-4-560-01782-1。 - CD付き教科書。
- 水野、ASIOS・奥菜秀次『検証 陰謀論はどこまで真実か パーセントで判定』文芸社、2011年1月。ISBN 978-4-286-10304-4。
- 水野、と学会・百元籠羊『日・韓・中トンデモ本の世界』サイゾー、2014年9月。ISBN 978-4-904209-55-4。
- ASIOS編『増補版 陰謀論はどこまで真実か』文芸社、2021年7月。

以下は野平名義
- 野平、大北章二『韓日戦争勃発!? 韓国けったい本の世界』文藝春秋、2001年11月。ISBN 4-16-357900-1。
- 野平、大北章二『韓国のなかのトンデモ日本人 日本では絶対に見られない、韓国ドラマ・映画・AVの世界』双葉社、2004年5月。ISBN 4-575-29679-1。

### 解説・監修
- 『韓国ドラマで学ぶ韓国の歴史 大特集韓国の歴史超解説 『イ・サン』『風の国』『イルジメ〈一枝梅〉』『善徳女王』人気作満載！』水野俊平歴史解説、キネマ旬報社〈キネ旬ムック〉、2009年7月。ISBN 978-4-87376-686-7。
- 『ここが一番おもしろい！ 朝鮮王朝の王と女たち』水野俊平解説、青春出版社〈青春文庫〉、2011年12月20日。ISBN 978-4-413-09526-6。
- 『朝鮮王朝101の謎 27代の王をめぐる栄光と悲劇』水野俊平監修、PHPエディターズ・グループ、2012年5月。ISBN 978-4-569-80399-9。
- 西家ヒバリ『韓流時代劇にハマりまして』水野俊平監修、小学館、2012年7月。ISBN 978-4-09-388241-5。

### 論説
- 水野俊平 (2015年7月7日). “「ランドセル」にまで目くじら立てる韓国人”.   産経デジタル. 2015年12月29日時点のオリジナルよりアーカイブ。2015年12月29日閲覧。
- 水野俊平 (2015年12月14日). “「帝国の慰安婦」検察当局を動かした韓国支援団体の正体”.   産経デジタル. 2015年12月29日時点のオリジナルよりアーカイブ。2015年12月29日閲覧。
- 水野俊平 (2015年12月28日). “朴槿恵大統領は決断できるか　すべてが受け入れがたい慰安婦妥結案”.   産経デジタル. 2015年12月29日時点のオリジナルよりアーカイブ。2015年12月29日閲覧。

### 朝鮮語による著書
- 속 터지는 일본인 (Japanese people bursting from inside). Yongnak. (June 2000). ISBN 8995057157
- 다테마에를 넘어 일본인 속으로 (Beyond tatemae, inside Japanese people). Joheun Chaek Mandeulgi. (December 2000). ISBN 8989222079
- 한국인을 바보로 만드는 엉터리 책 비판 (A Critique of Lousy Books That Make Fools of Koreans). Aidio. (March 2003). ISBN 8990001080

### 論文
- “『日本書紀』에 나타난 한반도 고유명사 표기자의 특이성에 대한 小考 (A Study on specific property of Korean proper nouns in "Nihonshoki")” (Korean). Ilboneo Munhak 7:  97-116. (September 1999) 2007年9月28日閲覧。.
- “『日本書紀』 고대 한국어 차자 표기의 특징에 대한 고찰 － 특히 音假名의 聲母 分布를 중심으로 (A Study on specific property of ancient Korean borrowed notation)” (Korean). Ilboneo Munhak 11:  45-68. (September 2001) 2007年9月28日閲覧。.
- “『古事記』의 音假名 小考 - ‘カ’, ‘ニ’의 표기에 쓰인 音假名 분포에 대해 (A Study of ancient borrowed notation system in Kojiki - Especially focused on 'ka' and 'ni')” (Korean). Ilboneo Munhak 24:  3-16. (March 2005) 2007年9月28日閲覧。.

### 語学書
- 미즈노 선생님과 함께 일본어 급소찌르기 (Get to the Vital Points of Japanese with Mizuno-Sensei). Munyerim. (March 2002). ISBN 8974821915
- 미즈노 선생의 액션 일본어 회화 2 (Mizuno-Sensei's Action Japanese Conversation 2). J Plus. (August 2002). ISBN 8992215207
- 미즈노 선생의 동시통역 일본어회화사전 (Mizuno-Sensei's Simultaneous Interpretation Japanese Conversation Dictionary. J Plus. (August 2002). ISBN 8988701313
- 일본어작문 플러스 (Japanese-language Composition Plus). J Plus. (March 2000). ISBN 8988701100
- Action Japanese. J Plus. (September 2004). ISBN 8988701658
- 미즈노의 120분 일문법 (Mizuno's 120-minute Japanese Grammar). Nexus Japanese. (August 2005). ISBN 8991795013
- 현지에서 바로 통하는 일본어 회화표현 500 (500 Japanese conversational expressions you can use right away). Nexus Japanese. (October 2006). ISBN 8991795773